# Gretna, Manitoba
Gretna är en liten ort, med 574 invånare (2006)  på gränsen mellan USA och Kanada i provinsen Manitoba i Kanada. Orten ligger ungefär 12 kilometer söder om Altona.

## Historik
Bufflarna i området runt Gretna lockade dit människor redan tidigt under 1800-talet. Ursprungligen var Gretna känd som Smuggler's Point, en enkel gränspassage där odeklarerat goda smugglades över gränsen av tidiga bosättare och pälsjägare. Strax efter att den 49:e breddgraden blev internationell gräns blev Gretna en viktig tullplats och gränsstad för både den kanadensiska och amerikanska regeringen.
Gretnas strategiska geografiska läge ökade intreeset för Canadian Pacific Railway som startade många siloer i området. The Ogilvie Milling Company var ett av de första bolagen i Gretna runt sekelskiftet. Troligen döpte företagets grundare, skotten William Ogilvie, staden efter Gretna Green i Skottland.
Gretna blev snart en framträdande gränsstad. Allt eftersom näringslivet frodades och utvidgades var livet tidigt under 1900-talet fyllt av löften och möjligheter. Tiderna förändrades till Gretnas nackdel och staden började förlora spannmålsindustrin som var orsaken till dess framgång.
Gretna har klarat nedgången och är idag, tack vare expansionen i Pembina Valley, en stad med unga invånare (51% av befolkningen är under 30 år  som attraheras av de vackra omgivningarna, vänligheten och samhällslivet som är säkert för familjer. Det växande antalet företag, närheten till större orter och gränsen till USA erbjuder invånarna en livsstil och mångfald av tjänster som saknar motstycke någon annanstans i provinsen.